# AGEIA
AGEIA Technologies是一家美國的無廠半導體公司（Fabless），於2002年由五名技術成員成立。
在2005年3月9日，它在「遊戲開發者論壇」中發表了世界上第一顆採用硬體加速的物理處理器－PhysX，令這間寂寂無名的公司一夜成名。公司名字 「AGEIA」是取自五名創辦人來自的不同地區，分別為美國（America）、德國（Germany）、埃及（Egypt）、印度（India）和美國（America）。
2008年2月4日，NVIDIA宣佈收購AGEIA。使其G80及之後的產品支援PhysX加速。
物理處理器是專用來執行物理運算，而速度則比傳統处理器快上多倍。而PhysX物理處理器則采用NovodeX作為其中间件，用於遊戲軟體中。現時已有多款電腦遊戲及平台，使用和支援PhysX技术。遊戲引擎方面，虛幻引擎3已使用PhysX技术作為其物理引擎。由於PhysX物理引擎开发包（前稱NovodeX SDK）是免費的（源代碼要5萬美元一份），所以吸引了不少的用戶使用。